# 鹽泉縣 (松州)
鹽泉縣，唐武德元年以扶州之嘉誠縣、會州之交川縣置松州交川郡，下都督府。以地產甘松名。领縣四：嘉誠縣、交川縣、平康縣、鹽泉縣。廣德元年沒吐蕃。